# Riku Kobayashi (Fußballspieler, 2001)
Riku Kobayashi (japanisch 小林 里駆 Kobayashi Riku; * 2. August 2001 in der Präfektur Tokio) ist ein japanischer Fußballspieler.

## Karriere
Kobayashi erlernte das Fußballspielen in der Jugendmannschaft vom FC Tokyo. Die U23-Mannschaft des Vereins spielte in der dritten Liga, der J3 League. Bereits als Jugendspieler absolvierte er 18 Drittligaspiele.